# Дімант (цар Фригії)
Діма́нт (дав.-гр. Δύμας) — персонаж давньогрецької міфології, фригійський цар, син Ейонея, батько Гекаби, дружини троянського царя Пріама.
Імовірно мав дружину Еюное, дочку річкового бога Сангаріуса. З нею мав синів Асія, який загинув у Троянській війні та Атрея, що воював з амазонками. 